# Szumiąca (Lubusz)
Pour les articles homonymes, voir Szumiąca.
Szumiąca (prononciation : [ʂuˈmjɔnt͡sa] ; en allemand : Schindelmühl) est un village polonais de la gmina de Międzyrzecz dans le powiat de Międzyrzecz de la voïvodie de Lubusz dans l'ouest de la Pologne.

## Géographie

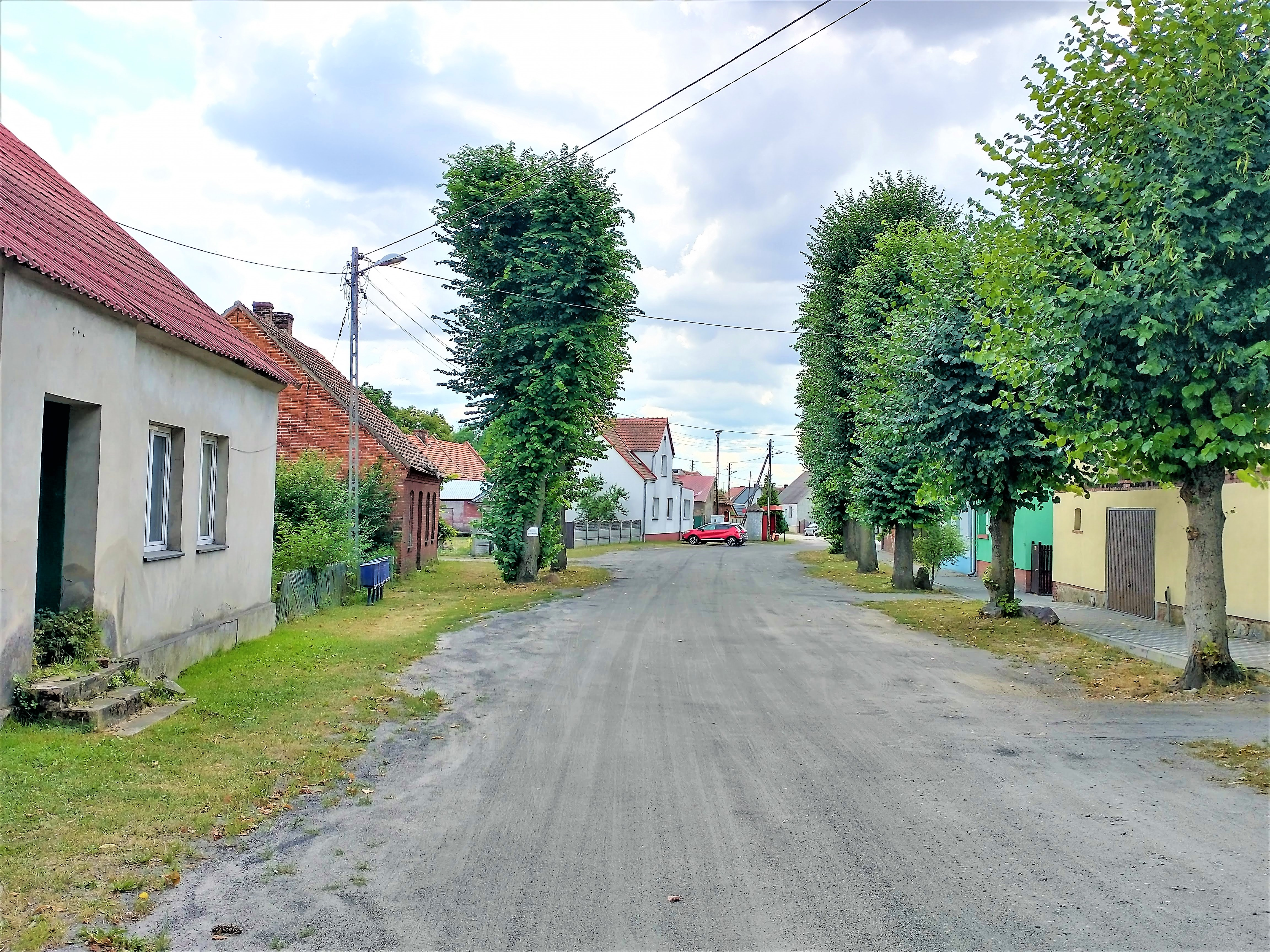
Route du village.

Il se situe dans l'ouest de la région historique de Grande-Pologne, à environ 11 kilomètres au sud de Międzyrzecz (siège de la gmina et de le powiat), 46 kilomètres au nord de Gorzów Wielkopolski (capitale de la voïvodie) et 49 kilomètres au sud-est de Zielona Góra (siège de la diétine régionale).
Le village comptait approximativement une population de 157 habitants en 2007.

## Histoire
Au Moyen Âge, le domaine dans les environs de la ville de Międzyrzecz appartenait au duché de Grande-Pologne, situé à proximité des limites du duché de Silésie (Świebodzin) au sud et de la Nouvelle-Marche à l'ouest. Pendant des siècles, Szumiąca était incorporé dans la voïvodie de Poznań au sein des pays de la couronne du royaume de Pologne.
La région est annexée par le royaume de Prusse en 1793, après le deuxième partage de la Pologne . Elle rejoint le duché de Varsovie éphémère en 1807 avant de retourner à la Prusse par résolution du congrès de Vienne en 1815. Incorporée dans le grand-duché de Posen et la province de Posnanie, elle faisait après la Première Guerre mondiale partie de la province de Posnanie-Prusse-Occidentale puis de la province de Brandebourg jusqu'en 1945 (voir Évolution territoriale de la Pologne).
Vers la fin de la Seconde Guerre mondiale, l’Armée rouge s’empare de la région qui redevient polonaise. La population germanophone est expulsée. De 1975 à 1998, le village appartenait administrativement à la voïvodie de Zielona Góra. Depuis 1999, il appartient administrativement à la voïvodie de Lubusz